# Edward W. Stack
Edward W. "Ed" Stack, född 1955, är en amerikansk företagsledare som är styrelseordförande och VD för det amerikanska sportutrustningskedjan Dick's Sporting Goods sedan 1984. Han sitter också som ledamot i styrelsen för branschorganisationen National Retail Federation (NRF). Tidigare var Stack också ledamot i koncernstyrelsen för Keycorp som är förvaltningsbolag åt banken Keybank.
Den amerikanska ekonomitidskriften Forbes rankade Stack till att vara världens 2 143:e rikaste med en förmögenhet på 1,1 miljarder amerikanska dollar för den 23 november 2020.
Han avlade en kandidatexamen i redovisning vid St. John Fisher College.